# Ugo Tognazzi

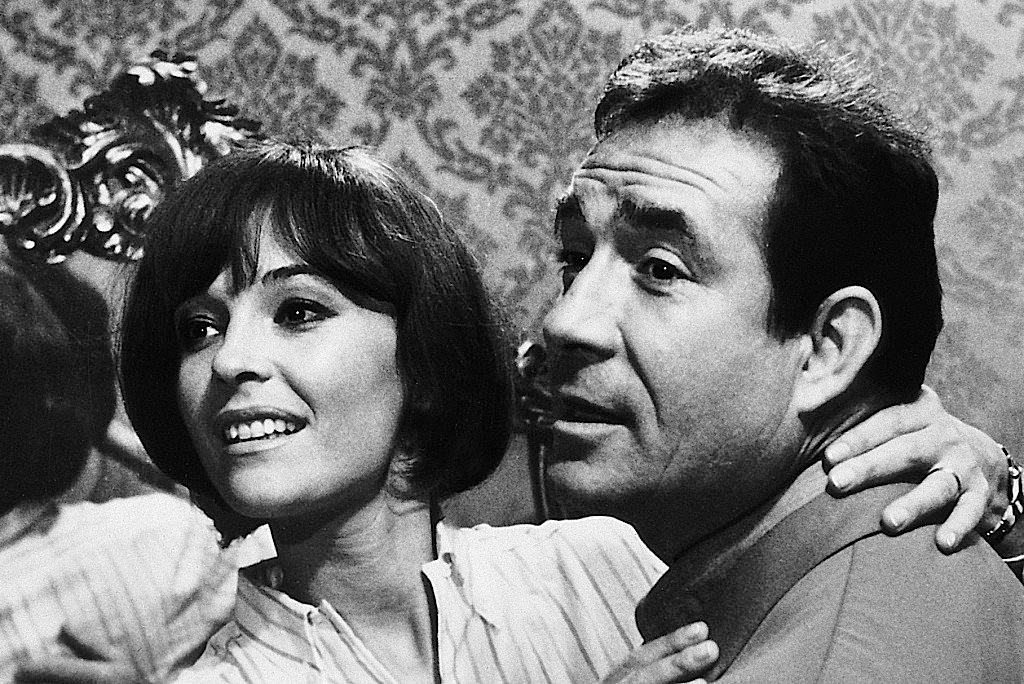
Renée Longarini și Ugo Tognazzi în filmul Imoralul (1967)

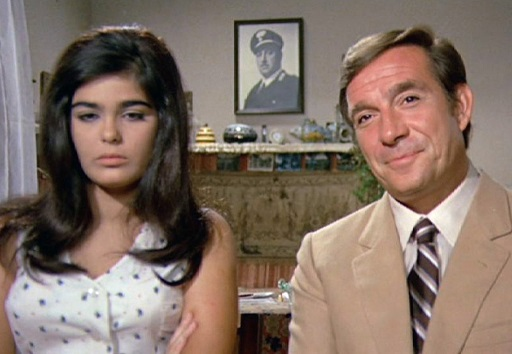
Isabella Rei și Ugo Tognazzi în filmul La bambolona (1968)

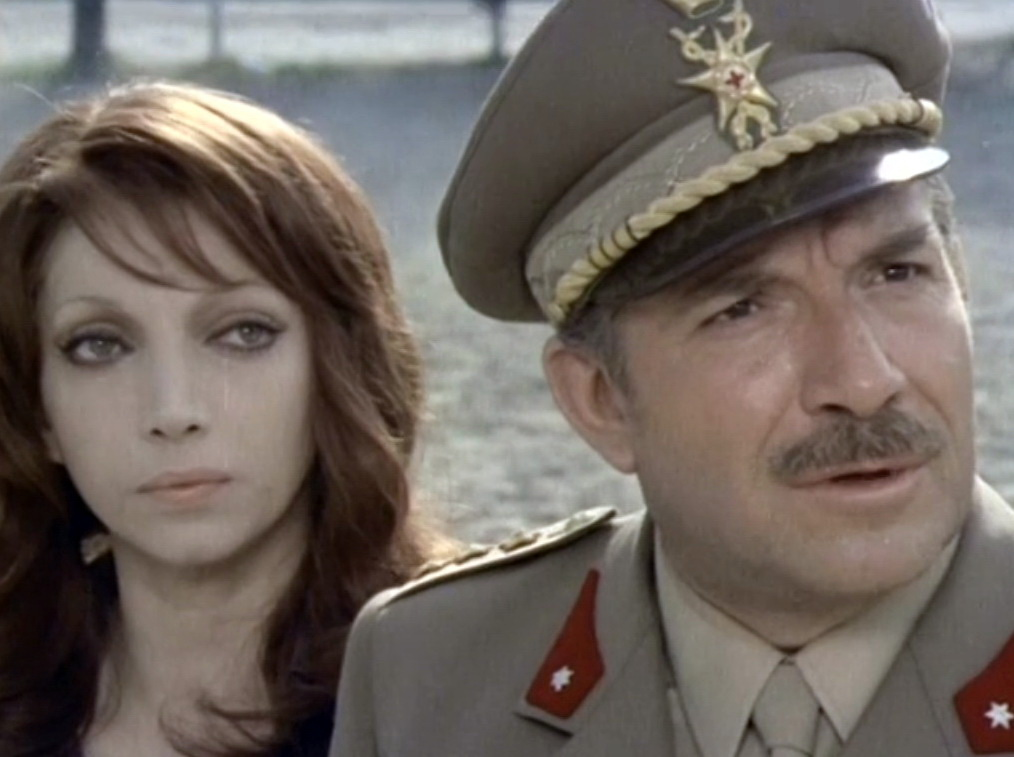
Mariangela Melato și Ugo Tognazzi în filmul Il generale dorme in piedi (1972)

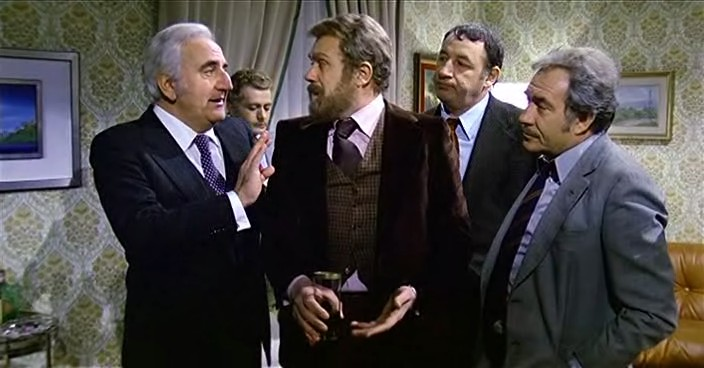
Adolfo Celi, Gastone Moschin, Philippe Noiret, și Ugo Tognazzi în filmul Amici miei (1975)

Ugo Tognazzi (n. 23 martie 1922, Cremona, Lombardia, Regatul Italiei – d. 27 octombrie 1990, Roma, Italia) a fost un actor, regizor, comediant și scenarist italian. 
Este considerat unul dintre cele mai importante chipuri ale comediei italiene, alături de Alberto Sordi, Vittorio Gassman, Nino Manfredi, Marcello Mastroianni, Monica Vitti și Mariangela Melato.
Printre cele mai cunoscute filme ale sale se numără Țara fericirii (1962), Marșul asupra Romei (1962), Anul carbonarilor (1969).

## Biografie
Ugo Tognazzi și-a petrecut tinerețea în diferite locuri din Italia, deoarece tatăl său era agent la o companie de asigurări și a călătorit mult prin țară. După întoarcerea în orașul natal, Cremona, în 1936, a lucrat într-o fabrică de salam.
A fost recrutat în al Doilea Război Mondial și s-a întors în patria sa în septembrie 1943, după armistițiul din Cassibile. Îi plăcuse din tinerețe evenimentele de teatru și a continuat să joace în anii războiului în piese de teatru pentru soldații din trupa sa. Câțiva ani mai târziu și-a fondat propria companie, care a lansat pise muzicale și teatru de revistă.
Tognazzi era cunoscut în special în România pentru rolurile sale în filmele Marșul asupra Romei, Monștrii și O chestiune de onoare. Pe lângă actorie, a câștigat premiul pentru cel mai bun actor în 1981 la Festivalul de Film de la Cannes, a primit de trei ori David di Donatello și de patru ori Nastro d'Argento, bucurându-se de o înaltă reputație în Italia ca gurmand și bucătar (Marea crăpelniță).
A fost căsătorit cu actrița Franca Bettoja (n. 1934).
Ugo Tognazzi a decedat în urma unei hemoragii cerebrale la vârsta de 68 de ani. A fost înmormântat în Cimitero Monumentale din Velletri, regiunea Lazio.

## Filmografie selectivă

### Actor
- 1950 Cadeții din Gasconia (I cadetti di Guascogna), regia Mario Mattoli
- 1951 La paura fa 90, regia Giorgio Simonelli
- 1953 L'incantevole nemica, regia Claudio Gora
- 1954 Ridere! Ridere! Ridere!, regia Edoardo Anton
- 1958 Domenica è sempre domenica, regia Camillo Mastrocinque
- 1958 Totò pe lună (Totò nella luna), regia Steno
- 1958 Mia nonna poliziotto, regia Steno
- 1958 Marinai, donne e guai, regia Giorgio Simonelli
- 1959 Guardatele ma non toccatele, regia Mario Mattoli
- 1959 Non perdiamo la testa, regia Mario Mattoli
- 1959 Policarp, maestru caligraf (Policarpo, ufficiale di scrittura), regia Mario Soldati

- 1960 Genitori in blue-jeans, regia Camillo Mastrocinque
- 1961 Bucuria de a trăi (Che gioia vivere), regia René Clément
- 1961 Cei trei magnifici (I magnifici tre), regia Giorgio Simonelli
- 1961 Il federale, regia Luciano Salce
- 1961 La ragazza di mille mesi, regia Steno
- 1962 5 marines per 100 ragazze, regia Mario Mattoli
- 1962 Țara fericirii (La cuccagna), regia di Luciano Salce
- 1962 Marșul asupra Romei (La marcia su Roma), regia Dino Risi
- 1963 Il giorno più corto, regia Sergio Corbucci
- 1963 Monștrii (I mostri), regia Dino Risi
- 1964 Il magnifico cornuto, regia Antonio Pietrangeli
- 1965 O cunoșteam bine (Io la conoscevo bene), regia Antonio Pietrangeli
- 1966 O chestiune de onoare (Una questione d'onore), regia Luigi Zampa
- 1967 Imoralul (L'immorale), regia Pietro Germi
- 1967 Tată de familie (Il padre di famiglia), regia Nanni Loy
- 1968 Creola, ochii-ți ard ca flacăra (Straziami ma di baci saziami), regia Dino Risi
- 1968 Barbarella, regia Roger Vadim
- 1968 La bambolona, regia Franco Giraldi
- 1969 Comisarul Pepe (Il commissario Pepe), regia Ettore Scola
- 1969 Satyricon, regia Gian Luigi Polidoro
- 1969 Anul carbonarilor (Nell'anno del Signore), regia Luigi Magni

- 1971 În numele poporului italian (In nome del popolo italiano), regia Dino Risi
- 1972 Acest fel de dragoste (Questa specie d'amore), regia Alberto Bevilacqua
- 1972 Il generale dorme in piedi, regia Francesco Massaro
- 1973 Marea crăpelniță (La grande abbuffata), regia Marco Ferreri
- 1978 Colivia cu nebune / O căsătorie cu peripeții (La Cage aux folles), regia Édouard Molinaro
- 1975 Amici miei, regia Mario Monicelli
- 1976 Telefoni bianchi, regia Dino Risi
- 1976 Signore e signori, buonanotte, regia Luigi Comencini, Nanni Loy, Luigi Magni, Mario Monicelli și Ettore Scola
- 1977 Camera episcopului (La stanza del vescovo), regia Dino Risi
- 1978 Pentru un teanc de bancnote (La mazzetta), regia di Sergio Corbucci
- 1978 Ultima romanță de dragoste (Primo amore), regia Dino Risi

- 1980 La terrazza, regia Ettore Scola
- 1980 Sono fotogenico, regia Dino Risi
- 1981 La tragedia di un uomo ridicolo, regia Bernardo Bertolucci
- 1983 Cheia (La chiave), regia Tinto Brass
- 1988 Arrivederci e grazie, regia Giorgio Capitani
- 1990 La battaglia dei tre tamburi di fuoco, regia Souheil Ben-Barka și Uchkun Nazarov

### Regizor
- 1961 Il mantenuto (Il mantenuto)
- 1967 Le Nez qui siffle (Il fischio al naso)
- 1968 Sissignori
- 1970 FBI – Francesco Bertolazzi investigatore (mini-serie TV)
- 1976 Cattivi pensieri (Cattivi pensieri)
- 1979 I viaggiatori della sera